# Major Nicoletti
José Nicoletti Filho, nascido Giuseppe Luiggi Nicoletti (Sporminore, 24 de fevereiro de 1871 — Gramado, 5 de dezembro de 1937), o nono filho de Giuseppe Nicoletti, foi um político, revolucionário, intendente, administrador, topógrafo, delegado e líder comunitário brasileiro nascido no Tirol que fundou um dos municípios turísticos mais visitados do Brasil, a cidade de Gramado

## Biografia

### Origem
Nascido no Tirol, então Império Austríaco, imigrou aos cinco anos de idade para o Brasil com seus pais, Giuseppe Nicoletti e Teresa Costa e irmãos, Teresa, Maria e Carolina, chegando ao porto do Rio de Janeiro em 31 de julho de 1876, a bordo do navio Ester, procedente de Gênova. No Brasil seguiu com sua família para as colônias do Rio Grande do Sul, onde se estabeleceram em Caxias do Sul, na VIIª légua, travessão Dom Pedro II, lote 35. Passou os primeiros anos de sua vida junto à família trabalhando na área rural e após seguiu carreira militar.

### Política
Aos 22 anos já era filiado ao Partido Federalista e tinha seus ideais pelos quais combatia os republicanos liderados por Júlio de Castilhos. Enfrentou, entretanto, dissabores e injustiças e saiu das fileiras federalistas. Discute-se se teria saído da Revolução Federalista com o posto de major ou com o de tenente da Força Pública, vindo a atingir o posto de major posteriormente.
Em 1895 filiou-se ao Partido Republicano, aceitando o convite para o policiamento da região serrana e posterior nomeação do presidente do Estado como membro da Comissão Executiva aos Novos Núcleos Serranos e seus vilamentos. Em 1904 assumiu todas as funções do 5º Distrito de Taquara, hoje Gramado.

#### Fundação de Gramado
Como major e chefe de polícia da cidade de Taquara, Nicoletti foi convidado pelo antigo presidente do Rio Grande do Sul, Borges de Medeiros, para assumir o comando do 5º. distrito de Taquara e organizá-lo política e administrativamente. 
"Mesmo premido pelas circunstâncias, pressionado por seus superiores hierárquicos sediados em Taquara e por interesses de políticos latifundiários, Nicoletti manteve-se firme no seu propósito respaldado por sua credibilidade e pelos serviços prestados até então, declinando do local já previamente definido  pelo poder constituído, fincando estacas nesse solo, hoje Gramado, sabedor que era do traçado da estrada de ferro que em breve subiria a serra a partir de Três Coroas pois havia participado da elaboração do projeto, e de que o progresso da futura comunidade estaria inexoravelmente atrelado à proximidade da  linha férrea."
A cidade foi fundada em setembro de 1912, mas apenas registadas em 17 de janeiro de 1913, sob o decreto municipal de número 139 conforme cartas escritas pelo Major Nicoletti para Borges de Medeiros.

## Legado

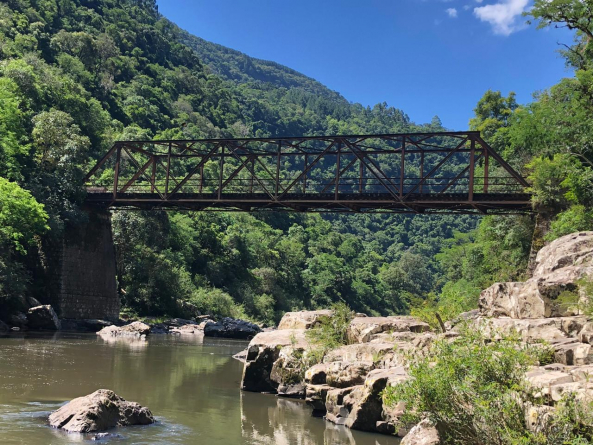
A ponte Major Nicoletti Filho, conhecida popularmente como Ponte do Raposo.

### Contribuições sociais
"Em 1912, o Major Nicoletti, na época sub-intendente do 5º Distrito da Linha Nova Italiana lançou a ideia de construção de uma ponte no lugar denominado Raposo. Aquele trecho fora construído a casco de mulas e que com o tempo foi alargado para a passagem de carretas e depois de 1930 pelos caminhões carregados de toras de araucárias que fizeram a riqueza do setor madeireiro". As peças de aço Krupp foram importadas diretamente da Alemanha e levadas pela via férrea, cuja construção ele também coordenara. Apesar da homenagem que lhe foi feita, a Ponte Major José Nicoletti é popularmente conhecida como Ponte do Raposo.
José Nicoletti Filho, em cooperação com o arcebispo de Porto Alegre, Dom João Becker, trabalhou na fundação da Igreja Matriz São Pedro. 

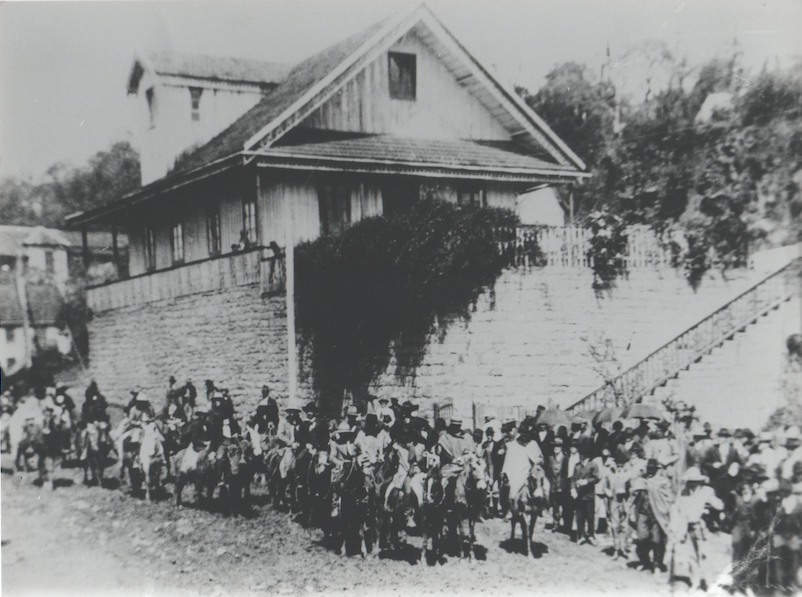
Ocasião da visita de Borges de Medeiros à casa de José Nicoletti Filho, primeiro centro administrativo da cidade.

### Preservação da memória
A praça em frente a paróquia que fundara também leva seu nome, tamanha era sua admiração entre a comunidade gramadense. 
A casa onde o primeiro administrador de Gramado viveu foi registrada como patrimônio cultural e está, atualmente, sendo restaurada devido à instalação posterior do centro histórico e cultural da cidade. O Museu Major José Nicoletti irá contar a história das famílias de colonos que contribuíram para a construção daquilo que a cidade de Gramado representa hoje, nacional e internacionalmente.
Tornou-se também patrono do Patrono do 1º Batalhão de Policiamento em Áreas Turísticas da Brigada Militar pelo decreto nº 54.307, de 31 de outubro de 2018. 